# Mathias Lessort
Mathias Lessort (Martinique, Francia, 29 de septiembre de 1995) es un jugador de baloncesto francés que pertenece a la plantilla del Panathinaikos BC de la A1 Ethniki griega. Con 2,06 metros de estatura, juega en la posición de pívot.

## Trayectoria deportiva
Es un jugador formado en Élan Sportif Chalonnais y tras realizar unas buenas temporadas en la PRO A, donde promedió 5,56 puntos por partido, con un 62,5% en tiros de campo, además de 4,38 rebotes, pero a pesar de ello, no fue  drafteado en 2016.
En verano de 2016, firma por el Nanterre 92 con el que consigue la Copa de Francia y la FIBA Europe Cup. Ahí elevó significativamente sus prestaciones, en la misma liga doméstica, se fue hasta los 10,22 puntos por partido y 7,22 rebotes.
Tras una temporada en el baloncesto francés el 11 de agosto de 2017 firma por tres años con el equipo serbio del Estrella Roja. En el conjunto de Belgrado alcanzó una media de 8,5 puntos y 5,67 rebotes,
Tras disputar solo una temporada en Serbia, el 30 de julio de 2018 ficha por el Unicaja de Málaga por una temporada más otra opcional. Jugó la Eurocup donde fue nominafo en el segundo mejor quinteto de la competición gracias a sus 11 puntos, 5,4 rebotes y 16,6 de valoración de media.
El 27 de septiembre de 2021, firma por el Maccabi Tel Aviv B.C. de la Ligat Winner.
El 20 de diciembre de 2021, firma por el KK Partizan de la ABA Liga.
El 27 de junio de 2023 firmó un contrato de dos años con el Panathinaikos BC griego.

### Selección nacional
Fue integrante de las selecciones júnior de Francia, con las que disputó el EuroBasket Sub-20 de 2014 y de 2015.
Luego fue miembro de la seleccción absoluta francesa que consiguió el bronce en el Mundial de 2019.
Durante agosto y septiembre de 2023 fue integrante de la selección de Francia que participó en el Mundial de 2023 celebrado en Asia, y que finalizó en decimoctavo lugar.
Entre julio y agosto de 2024 fue parte de la selección absoluta de Francia, que disputó los Juegos Olímpicos de París, y que ganó la plata, tras perder la final ante Estados Unidos.